# Julie Ann Emery
Julie Ann Emery, född 16 januari 1975 i Crossville, Tennessee, är en amerikansk skådespelare.
Emery har bland annat medverkat i TV-serierna Bosch och Preacher. Hon har även medverkat i filmen Teenage Badass.

## Filmografi (i urval)
- 2017–2019 – Preacher (TV-serie)
- 2020–2021 – Bosch (TV-serie)
- 2020 – Teenage Badass